# Poecilopsetta zanzibarensis
Poecilopsetta zanzibarensis är en fiskart som beskrevs av Norman, 1939. Poecilopsetta zanzibarensis ingår i släktet Poecilopsetta och familjen flundrefiskar. Inga underarter finns listade i Catalogue of Life.